# Lijst van taxonomische rangen
Hieronder volgt een gesorteerde lijst van taxonomische rangen. Een taxonomische rang of taxon is een niveau in de taxonomie, in de hiërarchische indeling van organismen. De 
biosystematiek, een vakgebied binnen de biologie, ligt aan de basis van deze indeling. Het vakgebied bestudeert en ordent de verscheidenheid aan organisme en probeert de biodiversiteit te verklaren.
- Domein
- Supergroep
- Rijk
- Onderrijk
- Superstam
- Stam
- Onderstam
- Infrastam – in de zoölogie
- Superklasse
- Klasse
- Onderklasse
- Infraklasse
- Subterklasse
- Superorde
- Orde
- Onderorde
- Infraorde – in de zoölogie
- Parvorde – in de zoölogie
- Superfamilie
- Familie
- Onderfamilie
- Geslachtengroep
- Subtribus
- Geslacht
- Ondergeslacht
- Sectie
- Reeks
- Soort
- Ondersoort
- Variëteit
- Vorm

Er is dan nog de forma specialis die door auteurs voor classificatie kan worden toegepast die van mening zijn dat ondersoort of variëteit niet passend is, omdat er geen morfologische verschillen zijn, die deze vorm onderscheiden.
De primaire rangen zijn het belangrijkst, zij staan in de figuur aangegeven en worden bij een classificatie altijd vermeld. Om organismen overeenkomstig deze hiërarchie een naam te geven wordt in de praktijk de binomiale nomenclatuur gebruikt. Er zijn meer rangen mogelijk en de gebruikte rangen in de plantkunde en in de zoölogie komen niet altijd overeen.